# جوناثان بوترا
جوناثان بوترا (بالملايوية: Jonathan Putra)‏ هو مقدم تلفزيوني ماليزي، ولد في 12 سبتمبر 1982 في ميدلزبرة في المملكة المتحدة.

## وصلات خارجية
- جوناثان بوترا على موقع IMDb (الإنجليزية)